# Lokalmynt
Lokalmynt är mynt som bara kan användas lokalt. 
Moderna lokalmynt ska vid utgivningstillfället ha en bestämd utgivare, utgivningsdag, giltighetstid och inlösningsställe. Det första moderna lokalmyntet i Sverige utgavs i Trelleborg 1977. Lokalmynt förekommer i Sverige i olika valörer från 10 kr till 2000 kr. De högre valörerna är i guld. De lägsta valörerna är i brons. Däremellan finns silver med typisk valör 100 eller 200 kr. Skillnaden mellan bruksmynt och lokalmynt är det geografiska området och giltighetstiden. 